# Grupp 5-element
Grupp 5-element kallas gruppen av grundämnen i periodiska systemet som omfattar följande ämnen:
- Vanadin
- Niob
- Tantal
- Dubnium